# Mastrus ecornutus
Mastrus ecornutus là một loài tò vò trong họ Ichneumonidae.